# Arco Gateway
El Arco Gateway, o la Puerta hacia el Oeste, es la parte más importante del Parque nacional de Arco Gateway en San Luis, Misuri (Estados Unidos). Se construyó como un monumento conmemorativo de la expansión hacia el oeste de los Estados Unidos. Cuenta con 200 metros de altura máxima, lo que lo convierte en el monumento más alto hecho por el hombre en los Estados Unidos, en el edificio accesible más alto del estado de Misuri y también en la mayor estructura arquitectónica con forma de arco catenario aplastado.
Se emplaza en la orilla oeste del río Misisipi, donde se fundó la ciudad de San Luis. El arco fue diseñado por el arquitecto estadounidense de origen finlandés Eero Saarinen y el ingeniero de estructuras alemán Hannskarl Bandel en 1947. Su construcción comenzó el 12 de febrero de 1963 y terminó el 28 de octubre de 1965 y costó 13 millones de dólares en su tiempo (unos 90 millones de dólares hoy en día). El monumento se abrió al público el 10 de junio de 1967.
En 2007, figuró en el puesto 14 de la lista America's Favorite Architecture del American Institute of Architects (AIA).

## Diseño

### Características físicas

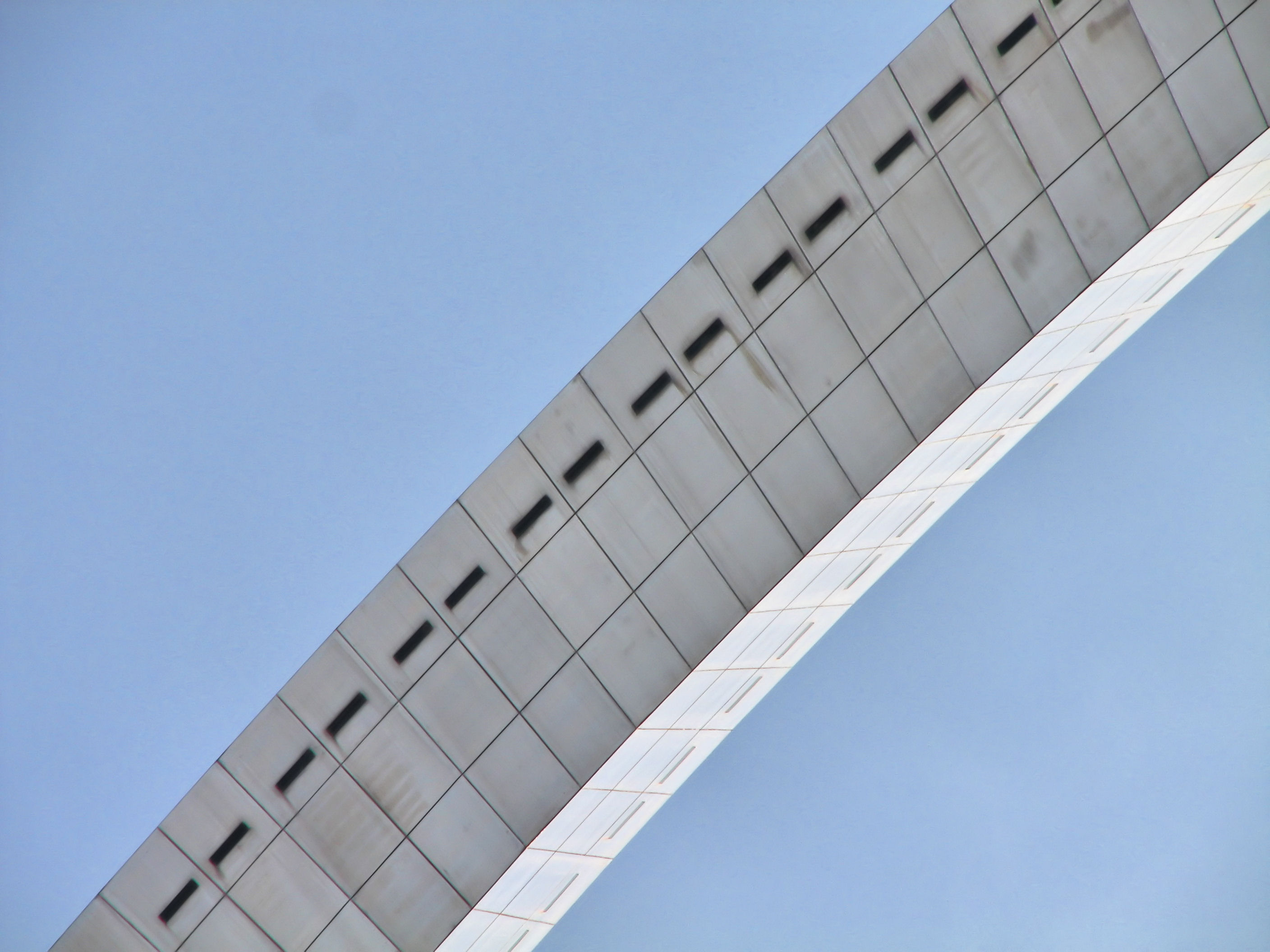
Las ventanas del observatorio se sitúan en el ápice del arco.

Tanto la altura como la anchura del arco son 192 metros. El arco es el monumento conmemorativo más alto de los Estados Unidos y el monumento de acero inoxidable más alto del mundo.
Las secciones cruzadas de las patas del arco son triángulos equiláteros cuyos lados se van estrechando desde 16 m en las bases hasta 5,2 m en lo alto. Cada muro consiste en una capa de acero inoxidable cubriendo dos muros de acero de construcción con hormigón armado en medio de estos desde el nivel del suelo hasta 91m. de altura, y acero de construcción hasta el ápice. El arco está hueco para acomodar un sistema único de tranvía que lleva a los visitantes hasta un observatorio en su parte más alta.
En enero de 1970, entre temperaturas glaciales, el arco encogió 7,6 cm. El superintendente del Monumento Jefferson a la Expansión Nacional, Harry Pfanz, dijo que la contracción era algo normal en épocas con tiempo más frío, y que la seguridad del monumento no estaba en riesgo.
La carga estructural se soporta gracias a un diseño de revestimiento resistente. Cada pata está hundida en hormigón en un agujero de 13 m de ancho y 18 m de profundidad. El arco es resistente a terremotos y está diseñado para balancearse hasta 23cm en cualquier dirección mientras está soportando vientos de hasta 240 km/h. La estructura pesa en total 38.898 tm, de las cuales 23.570 tm. son de hormigón, 1.957 tm de acero estructural interior y 804 tm de paneles de acero inoxidable que recubren el exterior del arco. Esta cantidad de acero inoxidable es la mayor utilizada en un solo proyecto a lo largo de la historia.

### Elementos matemáticos

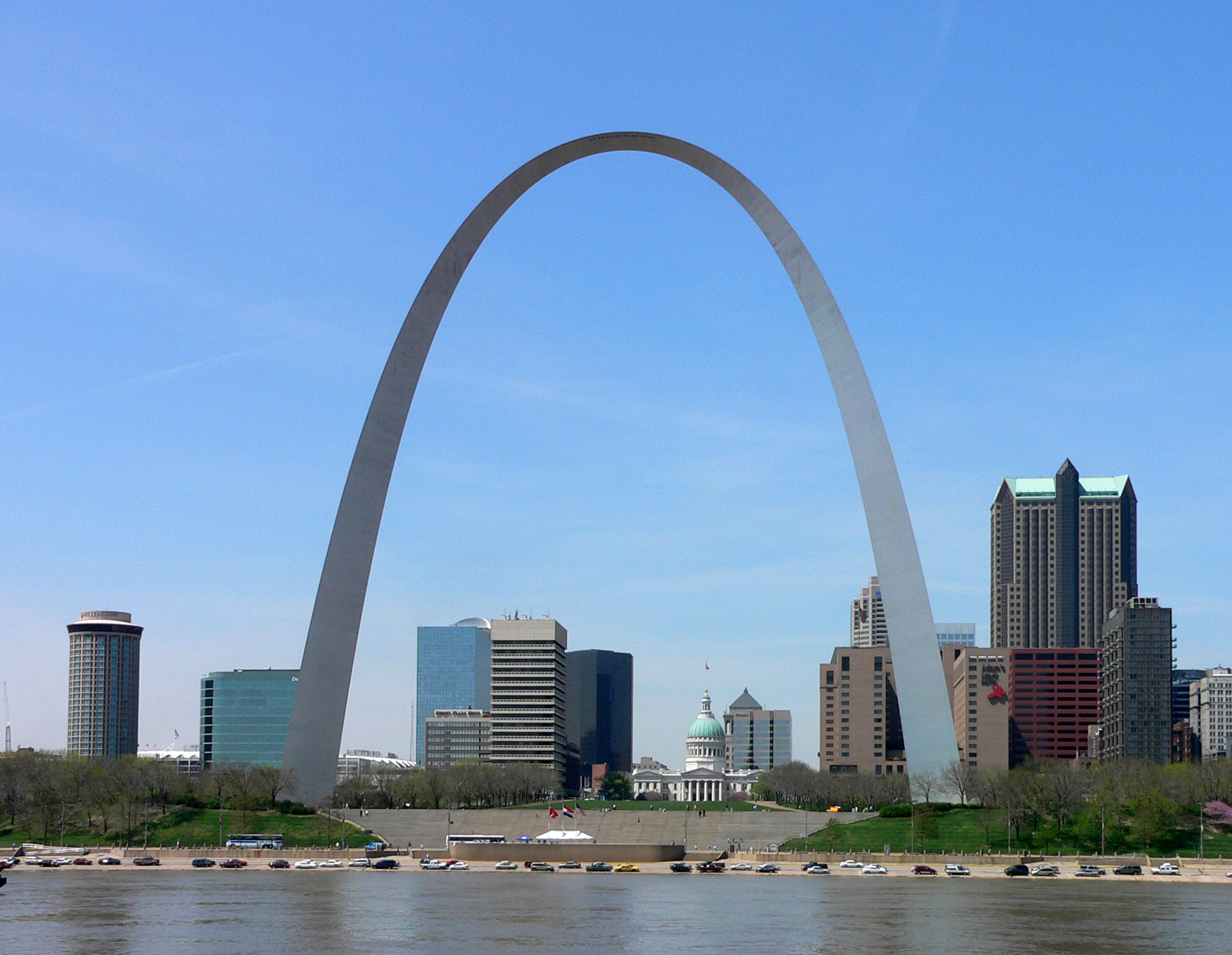
El arco es una catenaria ponderada invertida cuyas bases son más anchas que la sección superior.

La forma geométrica de la estructura la estableció Hannskarl Bandel mediante ecuaciones que dio a Saarinen. Bruce Detmers y otros arquitectos expresaron la forma geométrica en los planos del anteproyecto con esta ecuación:
{\displaystyle y=A\left(\cosh {\frac {Cx}{L}}-1\right)\quad \Leftrightarrow \quad x={\frac {L}{C}}\cosh ^{-1}\left(1+{\frac {y}{A}}\right)},
con las constantes:
{\displaystyle A={\frac {f_{c}}{Q_{b}/Q_{t}-1}}=68.7672}
{\displaystyle C=\cosh ^{-1}{\frac {Q_{b}}{Q_{t}}}=3.0022}
donde fc = 630 pies (192 m) es la máxima altura del centroide, Qb = 1262,6651 ft² (117 m²) es la máxima área de la sección cruzada del arco en su base, Qt= 125,1406 ft² (12 m²) es la mínima área de la sección cruzada del arco en su altura máxima, y L = 299,2239 pies (91 m) es la semianchura del centroide en la base.
Esta función de coseno hiperbólico describe la forma de una catenaria. Una cadena que soporta solamente su propio peso forma una catenaria; de esta manera, la cadena está estrictamente en tensión. Un arco consistente en una catenaria invertida que soporta solamente su propio peso está estrictamente en compresión, sin ninguna fuerza de corte o cizalla. El Arco Gateway no es una catenaria común, sino una curva más general de la forma y=Acosh(Bx). Esto la convierte en una curva catenaria ponderada invertida: el arco es más grueso en sus dos bases que en su vértice. Saarinen eligió una catenaria ponderada frente a una curva catenaria normal porque parecía menos puntiaguda y menos empinada. En 1959, el arquitecto causó cierta confusión sobre la forma real del arco, cuando escribió: «Este arco no es una verdadera parábola, como se ha afirmado a menudo. En lugar de ello, es una curva catenaria —la curva que forma una cadena colgante—, una curva en la cual las fuerzas de empuje se mantienen continuamente en el centro de las bases del arco». William V. Thayer, un profesor de matemáticas en el Community College de San Luis, escribió más tarde al San Luis Post-Dispatch, el periódico más importante de la ciudad, para llamar la atención sobre el hecho de que la estructura era una catenaria ponderada.

## Acceso público

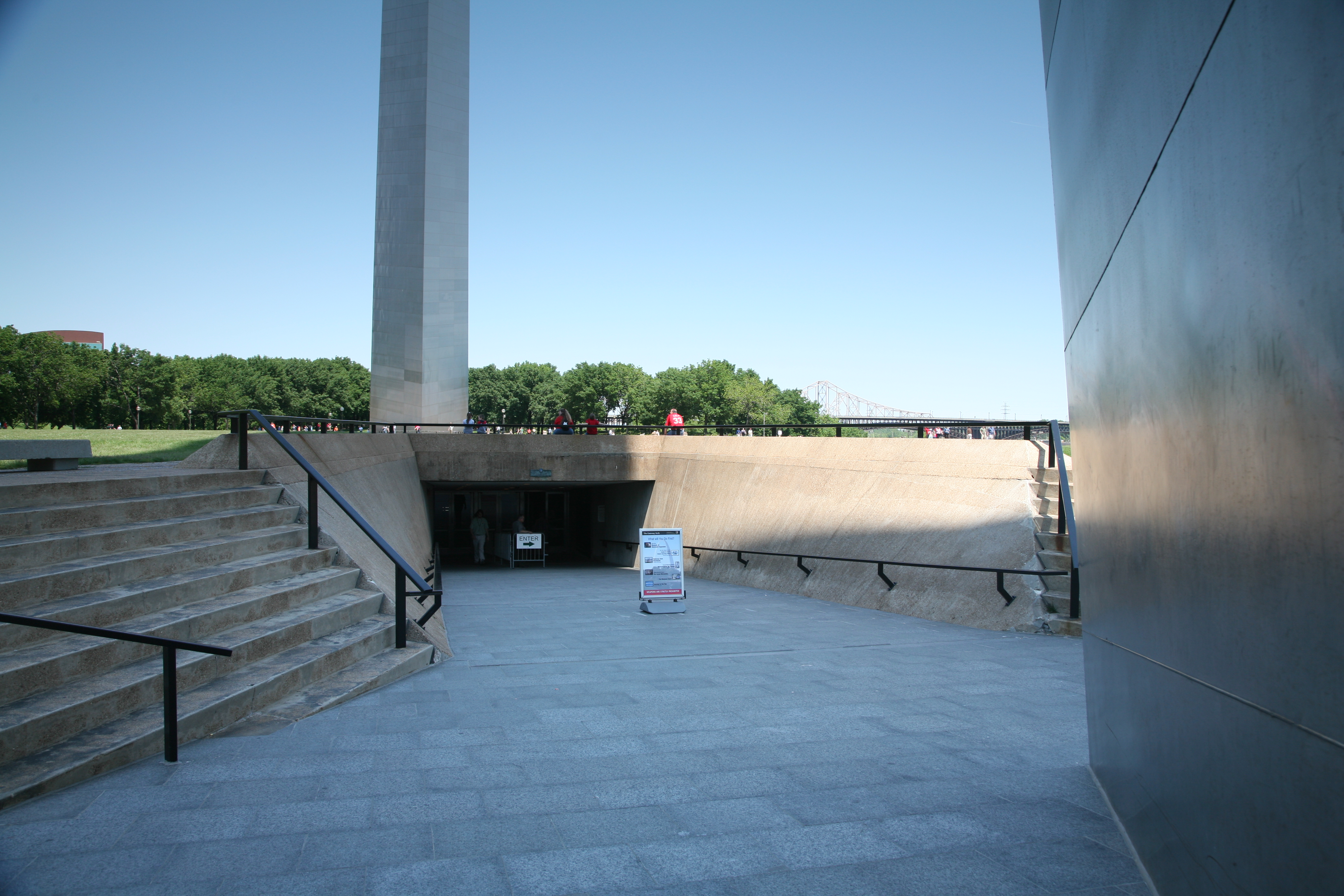
Entrada sur al centro de visitantes subterráneo.

En abril de 1965, se esperaba que tres millones de turistas visitaran el arco tras su finalización; 619.763 turistas visitaron la parte superior del arco en su primer año de apertura. El 15 de enero de 1969, un visitante de Nashville, Tennessee se convirtió en el millonésimo visitante en visitar el observatorio superior; la persona número diez millones ascendió a la parte superior el 24 de agosto de 1979. En la actualidad , el Arco Gateway es una de las atracciones turísticas más visitadas del mundo, con más de cuatro millones de visitantes anuales, de las cuales un millón sube al observatorio. El arco entró en la lista de Puntos de Referencia Históricos Nacionales el 2 de junio de 1987, y también está en la lista del Registro Nacional de Lugares Históricos.
El 8 de diciembre de 2009, patrocinado por la organización sin ánimo de lucro CityArchRiver2015, comenzó la competición internacional de diseño: «Encuadrando una obra maestra moderna: La Ciudad + El Arco + El Río 2015». Estaba dirigida a «diseñar un plan para mejorar el paisaje del parque a orillas del río, facilitar acceso a los peatones a lo largo de la avenida Memorial Drive y expandirse por la orilla hacia el este de San Luis», así como a atraer más visitantes. El concurso consistía en tres etapas: una evaluación de la carpeta de trabajo (superada por 8-10 equipos), entrevistas de equipo (superada por 4-5 equipos) y estudio de las propuestas de diseño. El concurso contó con cuarenta y nueve participantes, que tras las dos primeras etapas se quedaron en cinco. El 17 de agosto de 2010, se publicaron y exhibieron en el salón de actos situado bajo el arco los diseños de los cinco finalistas. El 26 de agosto, los finalistas hicieron su defensa final ante un jurado de ocho miembros, y el 21 de septiembre se comunicó el ganador: Michael Van Valkenburgh Associates. Los planes de la empresa incluyen un telecabina a lo largo del río Misisipi, extendiéndose hacia el este del río y soterrando la avenida Memorial Drive. El coste inicial estimado por el Servicio de Parques Nacionales, 350 millones de dólares, se elevó a 578 millones. Estaba previsto que la ejecución del diseño finalizara el 28 de octubre de 2015, coincidiendo con el 50.º aniversario de la colocación de la parte superior del arco.

### Centro de visitantes

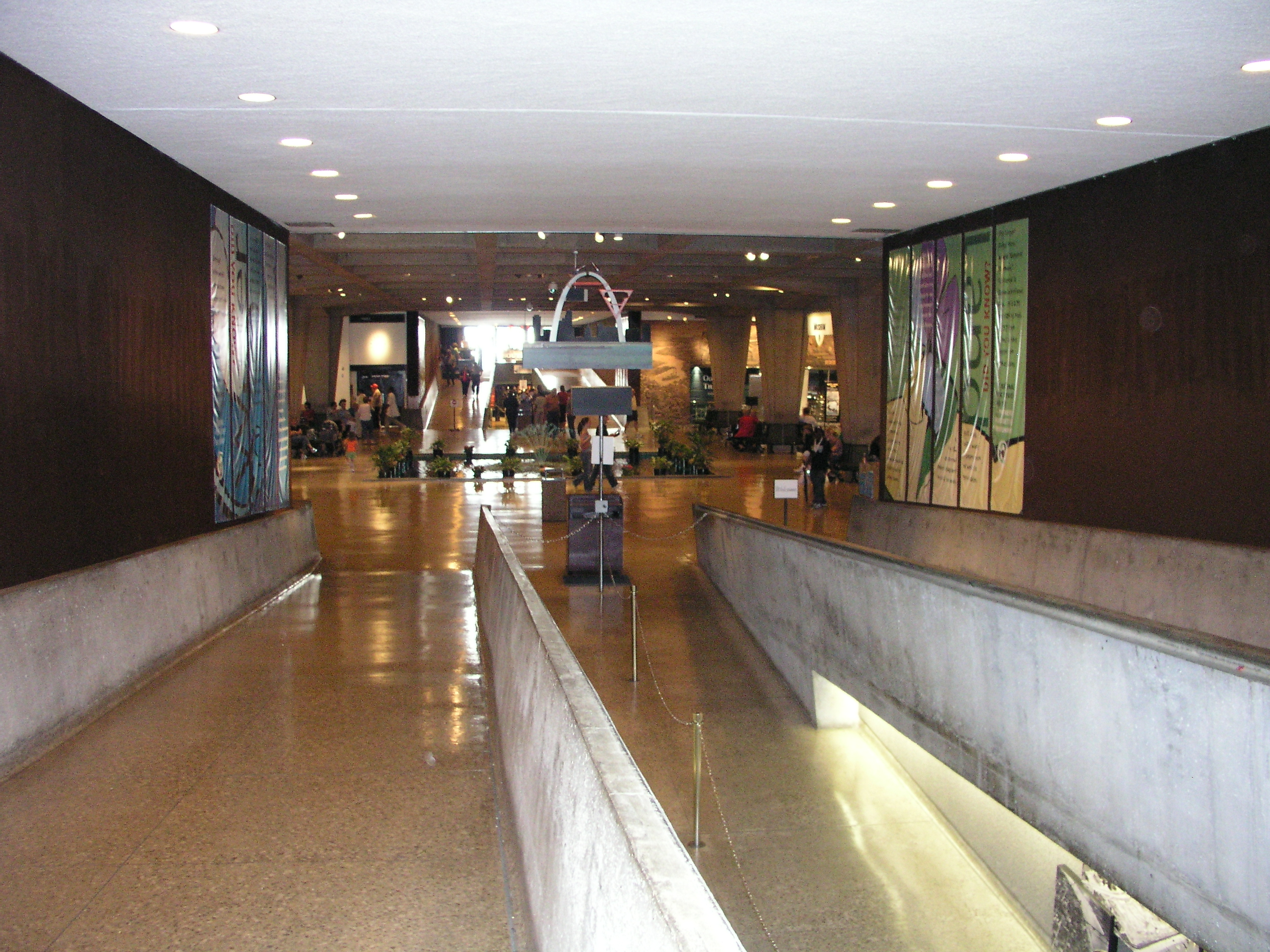
Interior del centro de visitantes

El centro de visitantes subterráneo para el arco fue diseñado como parte del programa "Misión 66" del Servicio de Parques Nacionales. El centro, que consta de 6500 m² (69 965 ft²), está situado justo bajo el arco, entre sus patas. Aunque la construcción de este centro de visitantes comenzó al mismo tiempo que la del arco, no concluyó hasta 1976 debido a una falta de fondos; sin embargo, el centro abrió el 10 de junio de 1967 con numerosas exposiciones. El acceso al centro de visitantes se realiza a través de rampas adyacentes a cada pata del arco.
El centro alberga oficinas, cuartos de máquinas y salas de espera para los tranvías de los arcos, así como sus principales atracciones: el Museo de la Expansión hacia el Oeste y dos salones de actos en los que se proyectan documentales sobre el arco. El más viejo abrió sus puertas en mayo de 1972, mientras que el nuevo, llamado «Odisea», se construyó en la década de los 90 y cuenta con una pantalla de altura equivalente a un edificio de cuatro plantas. Su construcción obligó a expandir el complejo subterráneo, y los trabajadores tuvieron que excavar en roca sólida mientras se minimizaba en lo posible la interrupción del uso habitual del museo, de manera que permaneciera abierto. El museo alberga cientos de muestras sobre la expansión hacia el oeste de los Estados Unidos en el siglo XIX, y abrió sus puertas el 10 de agosto de 1977.

### Observatorio

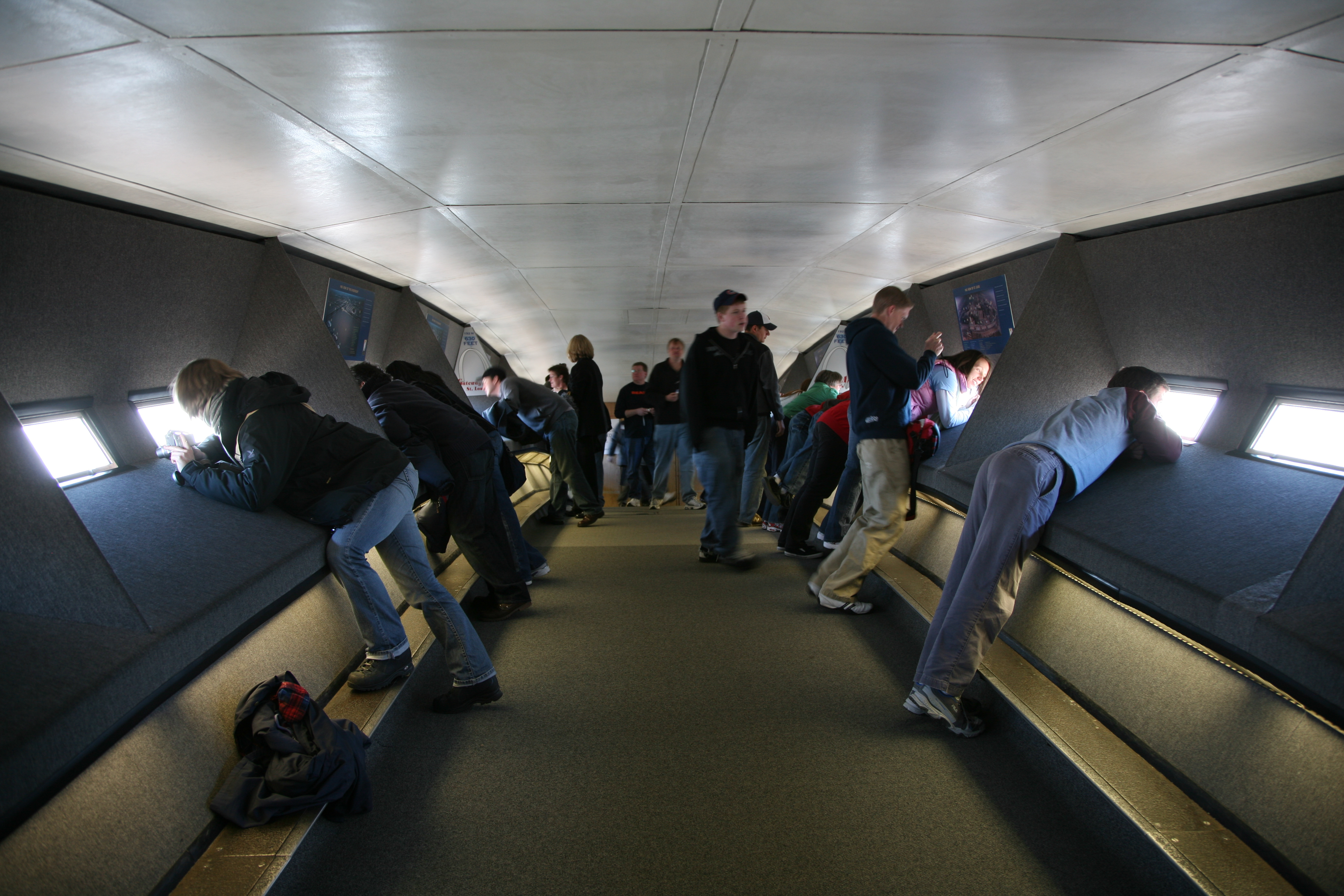
Observatorio en la parte superior del Arco Gateway

Cerca de la parte superior del arco, los pasajeros salen del compartimento del tranvía y suben por una pequeña cuesta para entrar en el observatorio arqueado. Hay 32 ventanas (16 en cada lado), que miden 18x69 cm y desde las cuales se tienen unas vistas a lo largo del río Misisipi y el sur de Illinois con su prominentes montes de la cultura misisipiana hacia el este en el yacimiento arqueológico amerindio de Cahokia, así como la ciudad de San Luis y el condado de San Luis hacia el oeste, más allá de la ciudad. La cubierta de observación, de 20 m de largo y 2,1m de ancho, tiene una capacidad de unos 160 pasajeros, equivalente a la capacidad de cuatro tranvías. En un día claro, se puede llegar a ver hasta 48 km de distancia desde el observatorio.

#### Formas de subida

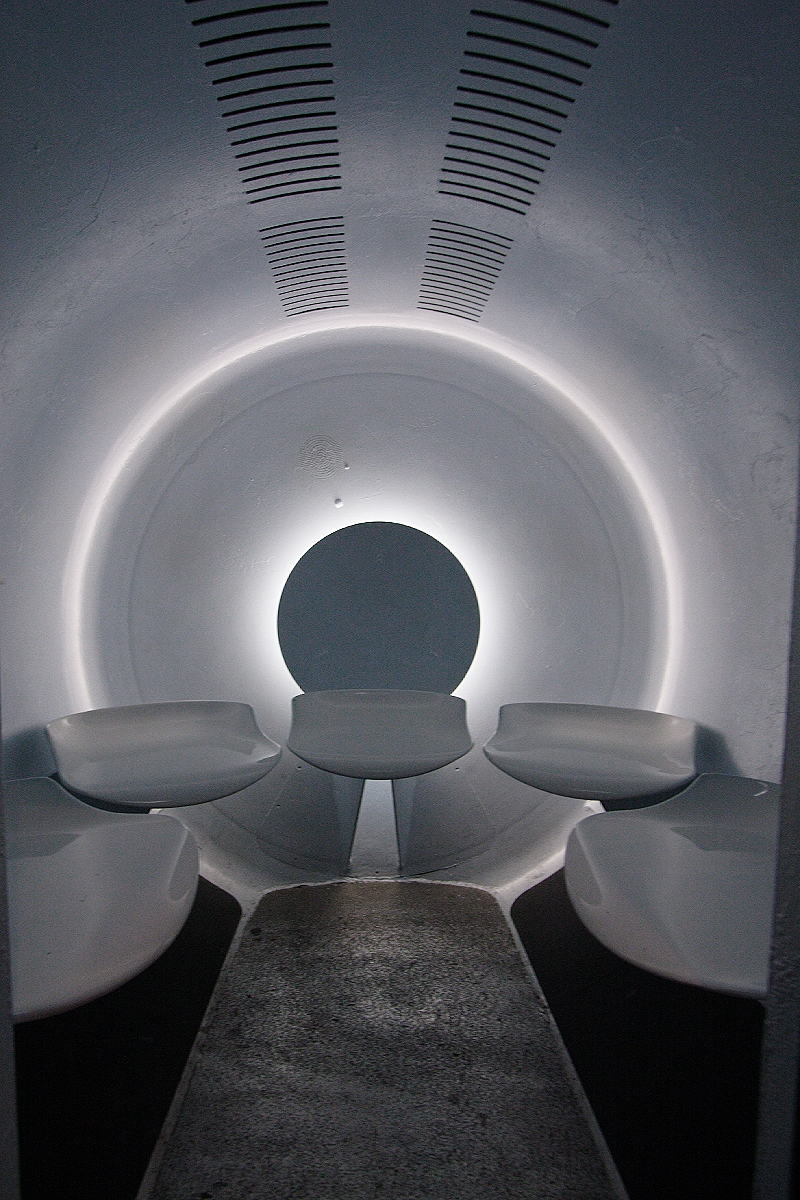
Interior de una cápsula del tranvía del Arco Gateway

Existen tres modos de transporte de subida en el arco: dos conjuntos de escaleras de emergencia (uno en cada pata) de 1,076 escalones cada uno, un ascensor hasta los 91m. de altura y un tranvía en cada pata.

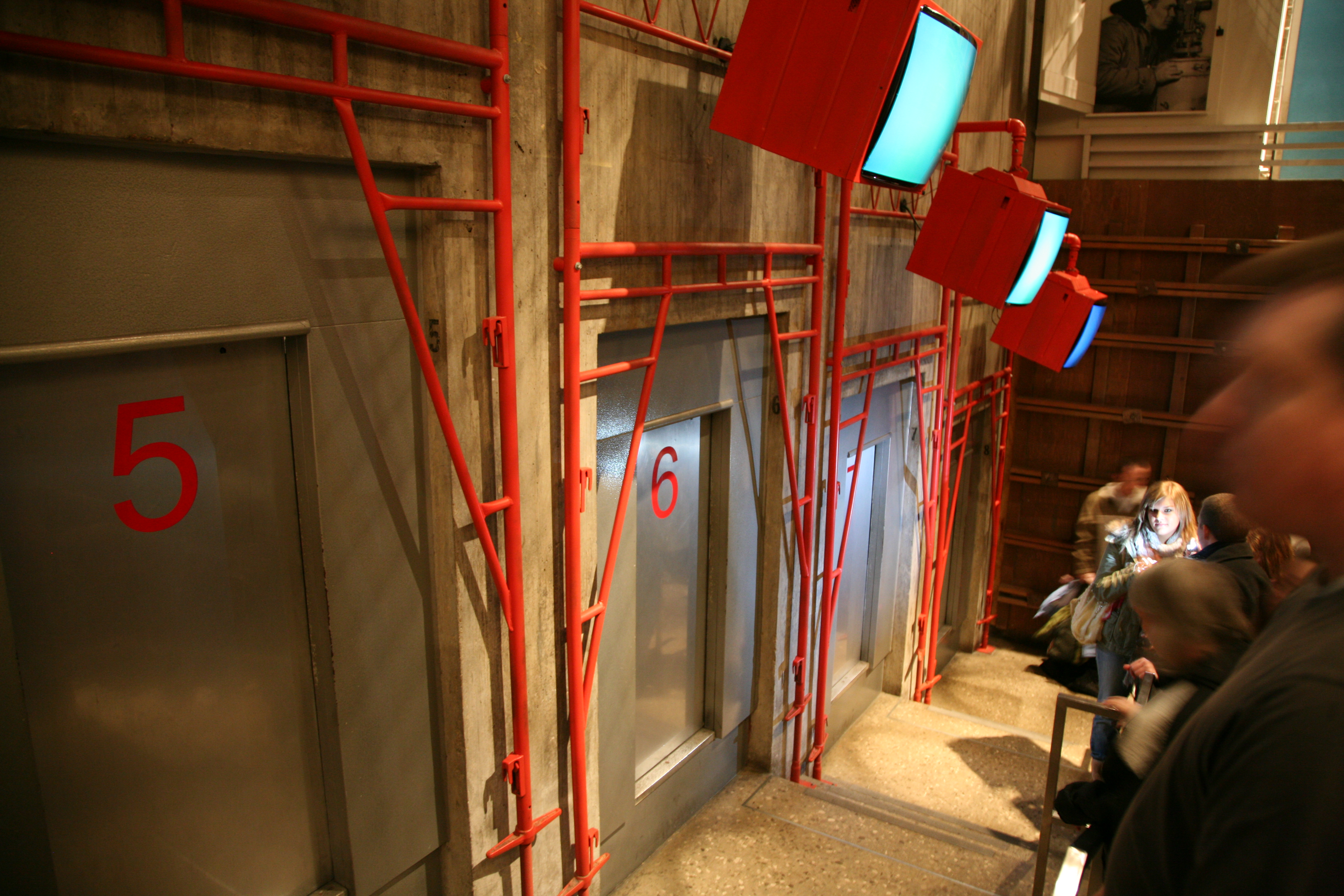
Zona de espera del tranvía norte

Debido a una falta de fondos en marzo de 1962, el Servicio de Parques Nacionales no aceptó sacar a subasta el sistema de tren interno del Arco Gateway. La cuasi-gubernamental Agencia de Desarrollo Biestatal (de Misuri e Illinois) propuso que se emitieran bonos públicos para obtener los fondos requeridos. Del 13 al 14 de marzo, Hartzog y el coronel R.E.Smyser Jr., el director de la agencia, estudiaron la situación y el 14 de mayo, Wirth firmó el acuerdo entre el Departamento de Interior y la Agencia de Desarrollo Biestatal. Esta última tuvo que recaudar 1,97 millones de dólares para la construcción del sistema de tranvías, que fue ejecutada por la empresa MacDonald Construction Company.
La Agencia biestatal aportó 3,3 millones de dólares en bonos y ha controlado el sistema de tranvía desde entonces. El tranvía en la pata norte comenzó a funcionar en junio de 1967, pero los visitantes se veían obligados a hacer cola durante esperas de hasta tres horas, hasta que el 21 de abril de 1976 empezó a funcionar un sistema de reservas. En 2007, los tranvías habían recorrido 400,000 km pipe, habiendo transportado a más de 25 millones de pasajeros.
Cada tranvía es una cadena de ocho compartimentos de cinco asientos con forma ovular, con una pequeña ventana en las puertas. Como cada tranvía tiene una capacidad de cuarenta personas y hay dos tranvías (uno en cada pata del arco), se pueden transportar ochenta pasajeros a la vez, con un ritmo de salida de un tranvía cada diez minutos. Los habitáculos se balancean como los de una noria mientras suben o bajan por el arco. Gracias a esta manera de moverse, se ha extendido la idea de que el tranvía es «mitad noria, mitad ascensor». La subida completa dura cuatro minutos, y la bajada, tres minutos. En la parte más alta, los pasajeros desembarcan en el observatorio, que tiene 20 m de largo.